# Uomini di Mare
Gli Uomini di Mare sono stati un gruppo musicale hip hop italiano costituito dal rapper Fabri Fibra e dal beatmaker Lato.
Il loro primo album, Sindrome di fine millennio, è stato definito «storico» da Matteo Zampollo su Rolling Stone Italia, oltre ad essere ritenuto dalla critica specializzata come l'esordio ufficiale di Fabri Fibra. Secondo la rivista Ondarock, il duo ha reso Fibra un «piccolo eroe locale della old school marchigiana e rivierasca».

## Storia
Il gruppo nasce nel 1994 dall'incontro tra il rapper Fabri Fibra, all'epoca con il nome di Fabbri Fil, e il beatmaker Lato. La prima pubblicazione del duo è il demo Dei di mare quest'el gruv, pubblicato nel 1997 attraverso la Teste Mobili Records, etichetta discografica indipendente da loro fondata. Registrato presso lo Studio 114 di Senigallia fra il 1995 e il 1996 con un Tascam a quattro piste, la pubblicazione presenta dodici tracce, di cui quattro interludi e un'introduzione incisa con il rapper Nesly Rice; le prime copie, al posto dell'introduzione, presentavano un breve spezzone della poesia Fiore di John Donne recitata da Vittorio Sgarbi.
Nel 1999 il gruppo realizza il primo album ufficiale intitolato Sindrome di fine millennio, seguito l'anno successivo dall'EP omonimo. Entrambe le pubblicazioni sono state distribuite dalla Teste Mobili Records. Con il tempo, Sindrome di fine millennio ha acquisito un notevole successo di critica e oggi è considerato un disco culto ed un album storico nell'ambito dell'hip hop italiano, importante in particolare per la carriera successiva di Fabri Fibra che da questo album ha avuto la definitiva consacrazione.
Il gruppo sospende poi l'attività per cinque anni, tornando nel 2004 con l'EP Lato & Fabri Fibra, questa volta però con l'etichetta Vibrarecords.
L'interesse sorto per Sindrome di fine millennio dopo l'arrivo di Fibra alla notorietà, e la difficile reperibilità del disco originale, spinsero l'artista a prendere in considerazione una sua ripubblicazione, ma fu costretto a rinunciare a causa dei problemi di copyright derivanti dalla presenza di numerosi campioni non autorizzati di brani di altri artisti. Ad ogni modo, pur di renderlo disponibile ai fans, nel dicembre 2015 Fibra ha messo a disposizione l'album per il download gratuito nel suo sito personale.

## Gruppi derivati
Nel 1997 al duo si aggiunse il rapper bolognese Shezan il Ragio: l'unione diede vita al gruppo Qustodi del tempo, che pubblicarono il demo Rapimento dal vulpla nello stesso anno attraverso la Tritona Trama. Della durata complessiva di oltre 49 minuti e prodotto in buona parte da Shezan il Ragio, il demo presenta dieci brani di cui il primo è un intro e l'ultimo un outro.
Nel 2000 viene formato il collettivo Teste Mobili, composto da Fabri Fibra, Lato, Nesly Rice, Shezan il Ragio, Chime Nadir e DJ Rudy B. Sotto il nome della crew verrà pubblicato Dinamite Mixtape. L'anno seguente, grazie ad una collaborazione tra Teste Mobili con il collettivo di turntablist Men in Skratch, nacque il gruppo Piante Grasse, il quale realizzò l'album Cactus.

## Teste Mobili Records
La Teste Mobili Records è stata l'etichetta discografica indipendente creata dagli Uomini di Mare per poter pubblicare ufficialmente i loro demo e album. Con gli anni entrarono a far parte dell'etichetta anche Nesli, Shezan il Ragio, DJ Rudy B e Chime Nadir. La Teste Mobili Records ha sede nello Studio di registrazione 114 di Senigallia. Nello stesso studio è stato prodotto l'album Tradimento, terzo disco da solista di Fabri Fibra.

## Discografia

### Album in studio
- 1999 – Sindrome di fine millennio

### EP
- 2000 – Sindrome di fine millennio
- 2004 – Lato & Fabri Fibra

### Mixtape
- 2001 – Dinamite Mixtape (pubblicato come Teste Mobili)